# Новомалороссийская
Новомалороссийская — станица в Выселковском районе Краснодарского края. Новомалороссийского сельского поселения.
Население — 10792 жителей (2002), третье место по району.

## География
Станица расположена на берегах реки Бейсуг, в 24 км северо-восточнее районного центра — станицы Выселки.

### Улицы
| - ул. Береговая - ул. Выгонная - ул. Гагарина - ул. Гоголя - ул. Западная - ул. Запорожская - ул. Казачья - ул. Калинина - ул. Кирова - ул. Кооперативная - ул. Красная - ул. Красноармейская - ул. Крестьянская - ул. Кубанская - ул. Курганная - ул. Ленина - ул. Мира - ул. Набережная - ул. Некрасова - ул. Новая - ул. Октябрьская | - ул. Победы - ул. Почтовая - ул. Пушкина - ул. Революционная - ул. Садовая - ул. Северная - ул. Советская - ул. Спортивная - ул. Степная - ул. Украинская - ул.Урожайная - ул. Хлеборобная - ул. Чехова - ул. Шевченко - ул. Широкая - ул. Школьная |

## История
XVIII—XIX века
Слобода Бирючковская (Бирючья) располагалась в бассейне реки Сосна, вблизи города Бирюч Воронежской губернии и входила в Засосенскую волость.
С начала XVIII века до 1764 года жители слободы относились к украинским казакам Острогожского полка Слободской Украины.
В 1764 году они были переименованы в войсковых обывателей и с представителями этого же сословия Воронежской и Харьковской губерний были обращены на формирование Острогожского, Сумского, Харьковского, Ахтырского и Изюмского гусарских полков. В 1838 году войсковые обыватели Воронежской и Харьковской губерний были причислены к государственным крестьянам. в первой половине XIX века значительные группы войсковых обывателей, в том числе и Бирючанского уезда, были переведены на Кавказскую линию и причислены к черноморо-кубанскому казачеству.
Отметки об убытии в Кавказское линейное войско делались в ревизских переписях населения. Сохранились ревизские переписи населения по Бирючковской слободе за 1850 год и подворовые ведомости 1874—1888 года.
XIX—XXI века

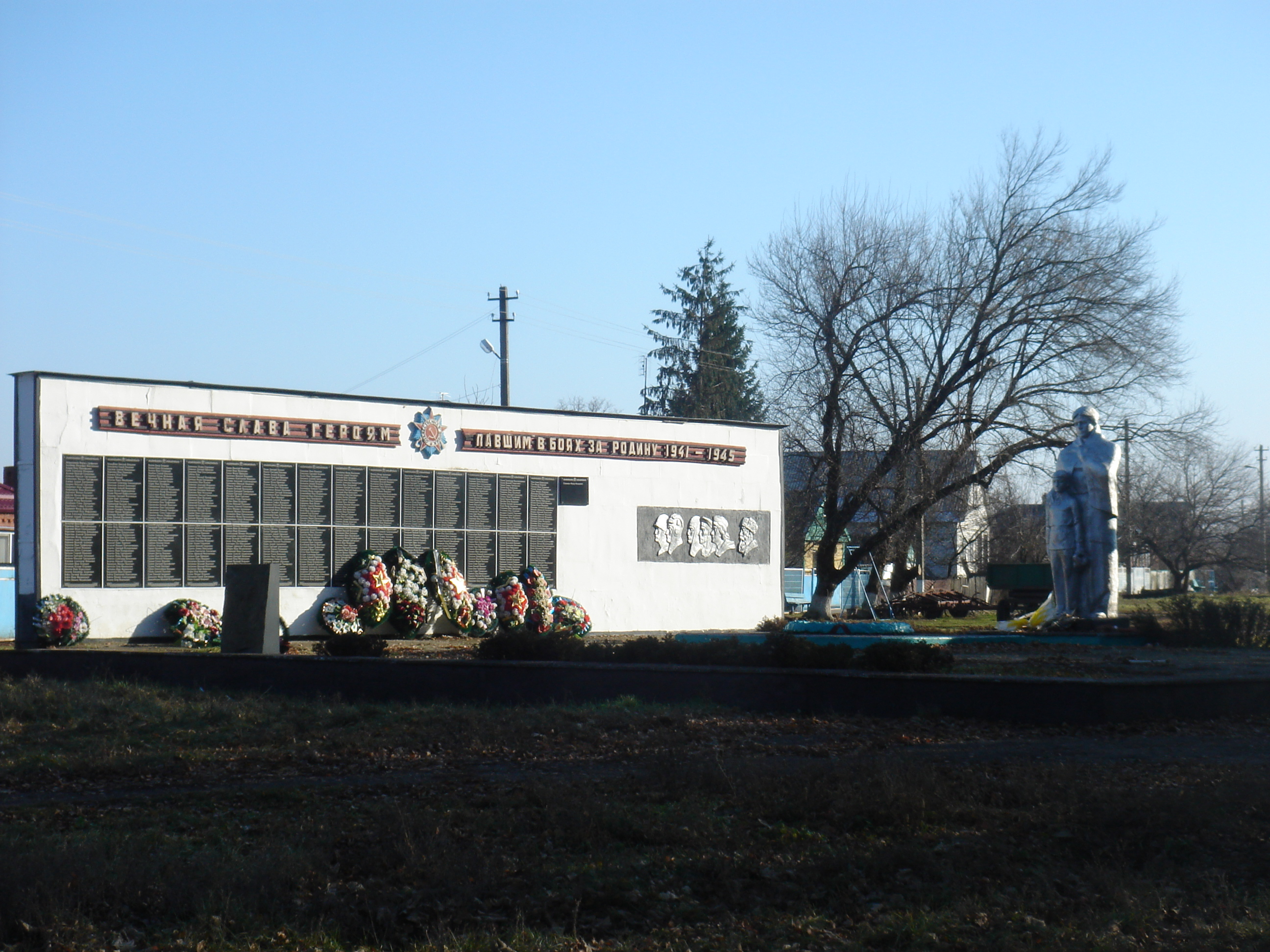
Мемориал памяти павшим в годы ВОВ

Селение Новомалороссийское было основано в 1801 году (по другим данным в 1798 году).Селение было преобразовано в станицу Новомалороссийскую в 1833 году. Станица входила в Кавказский отдел Кубанской области. В 1934—1953 годах Новомалороссийская была центром Гражданского района.
Станица пережила украинизацию, голод и сталинские репрессии. О том, как это происходило в Новомалороссийской, украинский националист Волыняк Пётр, который тогда работал местным учителем, издал целую книгу "Кубань – земля українська, козача" 

## Экономика

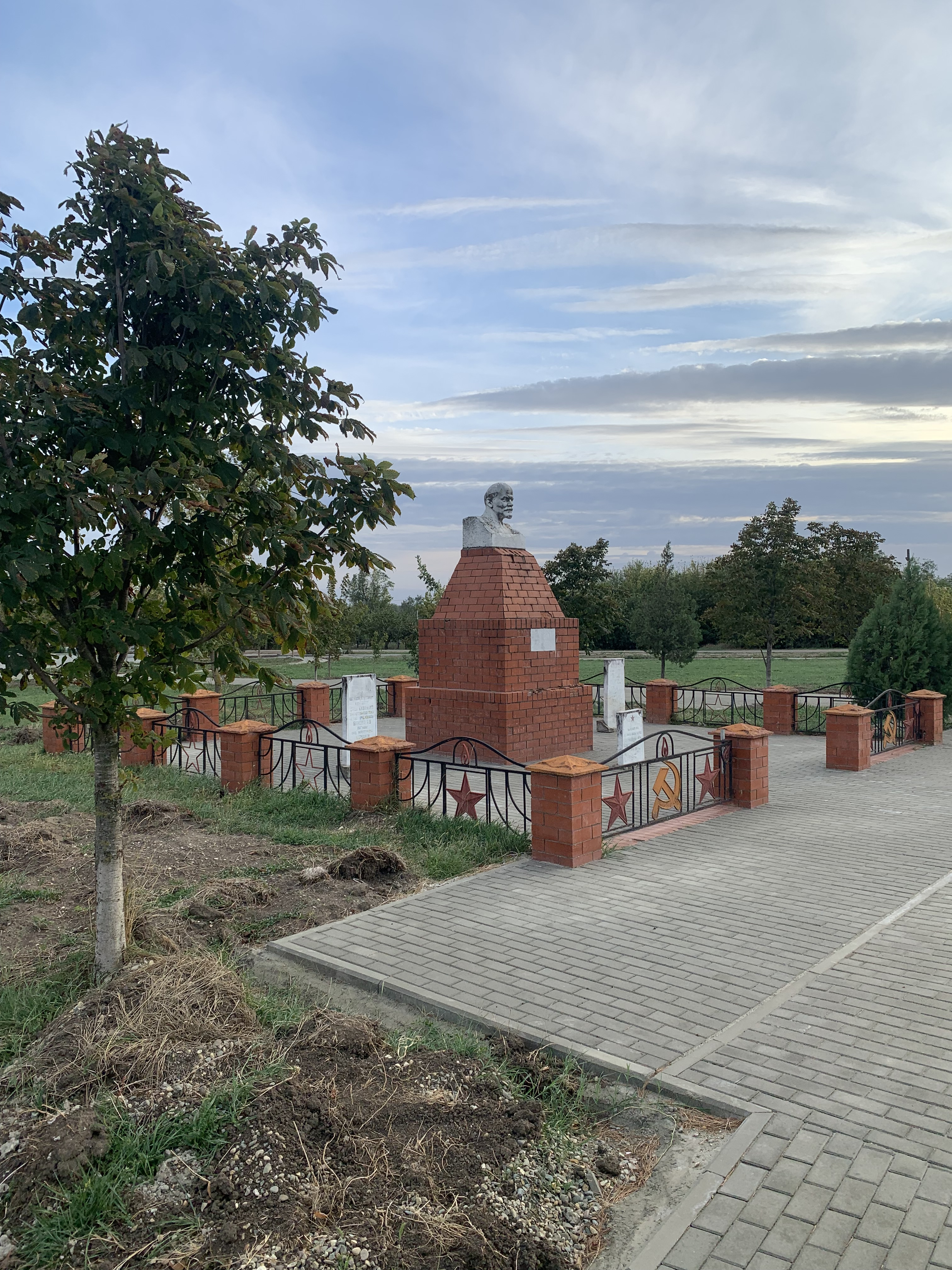
Памятник В.И.Ленину, совместно с могилами, погибших за советскую власть.

Имеются птицефабрика «Выселковский бройлер», предприятия «Рассвет» и «Выселковское» АО фирма «Агрокомплекс» им.Н.И. Ткачёва, развита торговля. Имеются две муниципальные школы: № 18 и № 25, дом культуры, библиотеки, детский сад, больница, ФАП, три почтовых отделения, психоневрологический интернат (ПНИ).

## Население
| 1939 | 1959  | 1979  | 2002  | 2010  | 2021  |
| ---- | ----- | ----- | ----- | ----- | ----- |
| 5540 | ↗6187 | ↘5133 | ↗5792 | ↘5778 | ↘5038 |

## Известные жители
- Волыняк, Пётр Кузьмич - украинско-канадский журналист, писатель, редактор, издатель, педагог. В 1932 году работал в этом селе учителем. О том, как происходили сталинские репрессии в Новомалороссийской, издал отдельную книгу "Кубань – земля українська, козача" [4]
- Дьяченко, Георгий Данилович — советский морской офицер, контр-адмирал (1962). Участник Великой Отечественной войны на Чёрном море, командир 1-й бригады торпедных катеров Черноморского флота. Специалист в области тылового обеспечения ВМФ, педагог, доктор военно-морских наук (1966), профессор (1968), заслуженный деятель науки и техники РСФСР (1974).